# Hanauer Maus

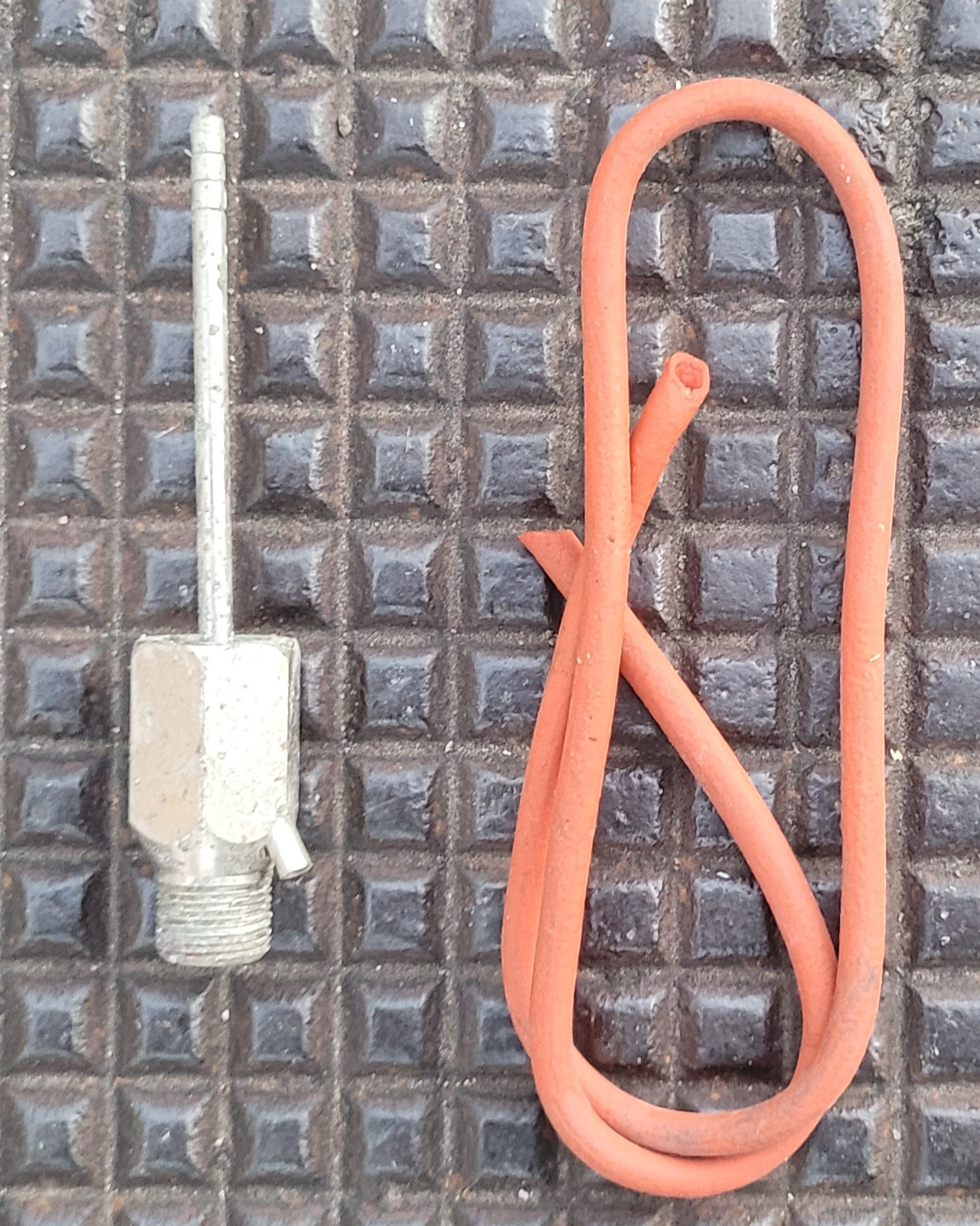
Hanauer Maus

Die Hanauer Maus ist eine Wasserfüll- und -entleerarmatur für Reifen. Sie besteht aus vernickeltem Messing.

## Funktion
Die Hanauer Maus kann verwendet werden, um Reifen von Land- und Baumaschinen mit Wasser zu ballastieren und wieder zu entleeren. Der Vorteil einer solchen Ballastierung ist ein niedrigerer Schwerpunkt, so dass die Achsen weniger belastet werden. Nachteilig ist der relativ hohe Zeitaufwand für die Ballastierung. Wasser wird als Ballastiermittel verwendet, weil es preiswert und nahezu überall verfügbar ist. Allerdings besteht bei dieser Methode Frostgefahr, die durch Zugabe von Frostschutzmittel wie Magnesiumchlorid oder durch rechtzeitiges Entleeren vermieden werden kann. Auch in diesen Fällen muss das Restwasser durch Frostschutzmittel eisfrei gehalten werden.

## Name
Der Name „Hanauer Maus“ bezieht sich auf die EHA Ventilfabrik W. Fritz KG in Mühlheim am Main, die in Hanau gegründet wurde und diese Armatur herstellte. „Maus“ kommt vom dünnen Entlüftungsschlauch, der Ähnlichkeit mit einem Mäuseschwanz hat.

## Handhabung
Zum Füllen muss das Fahrzeug mit dem Ventil nach oben aufgebockt werden. Das normale Luftventil wird herausgeschraubt und die Hanauer Maus aufgeschraubt. Über einen Halbzollschlauch wird Wasser eingefüllt, während die Luft über den Entlüftungsschlauch entweicht. Wenn aus dem Entlüftungsschlauch Wasser kommt, ist der Reifen ausreichend gefüllt und das normale Ventil kann wieder eingeschraubt werden. Zum Schluss wird der Reifen auf Normdruck gebracht und das Fahrzeug kann abgebockt werden.
Zum Entleeren muss das Fahrzeug wieder aufgebockt und das nach unten gestellte Ventil herausgeschraubt werden. Nun entweicht ein Großteil des Wassers. Um weiteres Wasser zu entleeren, wird die Maus aufgeschraubt, das Ventil eingeschraubt und der Reifen mit Druckluft aufgepumpt. Über die Entlüftungsleitung entweicht das Wasser. Wenn kein Wasser mehr kommt, ist eine weitere Entleerung nicht mehr möglich und das normale Ventil kann wieder eingeschraubt werden. Zum Schluss wird der Reifen auf Normdruck gebracht und das Fahrzeug abgebockt.